# Sémiramis (tragédie lyrique)
Pour les articles homonymes, voir Sémiramis, Semiramide et Semiramide riconosciuta.
Représentations notables
Personnages
- Sémiramis, reine de Babylone (dessus)
- Arsane ou Ninus, fils de Semiramis, amant d'Amestris (haute-contre)
- Amestris, princesse du sang royal (dessus)
- Zoroastre, roi de la Bactriane, amant de Semiramis (basse-taille)
- Un babylonien (haute-contre)
- Une babylonienne (dessus)
- Une génie (haute-contre)
- Une prêtresse de jupiter (dessus)
- L'oracle (basse-taille)
- L'ordonnateur des jeux funèbres (bassetaille)

Sémiramis est une tragédie en musique composée par André Cardinal Destouches sur un livret de Pierre-Charles Roy.
L'œuvre comprend cinq actes précédés par un prologue. Pierre-Charles Roy s’inspire de la légende de Sémiramis traitée en 1717 par Desfontaine et Crébillon, et brode un canevas spécial pour la scène de l’opéra.
Créé à l'Académie Royale de Musique le 4 décembre 1718 avec une distribution réunissant : Dubourg (Linas), Mlle La Garde (Clio), Mlle Tulou (Uranie), Mlles Constance et Limbourg (Dryades) dans le prologue intitulé L’Éducation d’Hercule, Mlle Antier (Sémiramis), Mlle Journet (Amestris, Princesse de sang royal), Cochereau (Arsane ou Ninus), Thévenard (Zoroastre), Murayre (Un Babylonien, un Génie), Mlle Limbourg (Une Babylonienne), Mlle La Garde (Une Prêtresse de Jupiter), Du Bourg (L’Ordonnateur des Jeux funèbres). 
Sémiramis est la dernière tragédie en musique composée par André Cardinal Destouches.
Étalant un luxe exubérant et usurpant des honneurs royaux, la duchesse de Berry, fille aînée du Régent, enceinte, voit l’opéra le 7 décembre : On joua l'opéra nouveau de Sémiramis; madame la duchesse de Berri étoit dans l'amphithéâtre, où l'on avoit fait mettre un fauteuil, et il y avoit trente places pour les dames qui étoient avec elle ; il y avoit une estrade sous le fauteuil de madame de Berri, et on avoit mis une barrière à la moitié de l'amphithéâtre, afin que le reste des places ne fût point mêlé avec celles qu'elle avoit retenues. 
Le 20 mars 1719, Mme de Berry, sur le point d’accoucher, revient voir Sémiramis avec une de ses sœurs et le Régent : Madame la duchesse de Berry alla à l'Opéra sur l'amphithéâtre, où elle avoit un fauteuil; M. le duc d'Orléans et mademoiselle de Valois étoient à ses côtés sur des siéges.

## Argument de l'auteur
« Il est peu de noms plus célèbres que celui de Semiramis. 

Tous les auteurs ont parlé de son ambition, de sa magnificence et de sa mort. Elle périt par la main de son fils pour qui elle avait conçu une passion criminelle.

C'est cet évènement qu'on met sur la scène. On a cherché pour l'amener, les moyens les moins odieux et les plus intéressants. 

On feint que le ciel est irrité des crimes de Semiramis, qui menacée d'être tuée par son fils, l'avait fait exposer au moment de sa naissance. Maîtresse du trône, elle y veut placer Arsane jeune inconnu qu'elle aime, et en éloigner Amestris sa nièce, héritière de l'empire. Elle l'oblige à se consacrer au culte des dieux, et se sert du prétexte de les apaiser, par le choix d'une prêtresse du sang royal. Le ciel n'y consent pas ; il veut une victime. L'ambiguité des oracles, si conforme aux détours par lesquels il conduit ses vengeances, fait tomber l’apparence du péril sur Amestris. C'est pour la délivrer qu'Arsane, son Amant fait des efforts qui aboutissent, malgré lui, à la mort de Semiramis. Outre le soin qu'on a pris de cacher au fils et à la mère ce qu'ils sont l'un et l'autre, on a rejeté une partie de l'action sur Zoroastre roi de la Bactriane, inventeur de la magie, contemporain de Semiramis et trahi par elle. Il rend Arsane furieux ; et le désespoir de l'un & le trouble de l'autre, servent à exécuter l’arrêt du ciel contre la reine.

Les remords dont elle combat sa passion, ceux qu'elle témoigne en reconnaissant son fils, et en mourant, sont les secours par lesquels le théâtre concilie la pitié aux personnages les plus coupables.  

A l'égard d'Amestris, sa consécration n'est pas une idée contraire à la vraisemblance, puisque tant d'auteurs sacrés et profanes assurent que longtemps avant les vestales de Rome, l’idolâtrie avait dévoyé des vierges au service des autels. 

On a choisi les circonstances dans lesquelles la princesse se dévoie sortie d'une longue captivité, liée par un serment et par la nécessité du bonheur public, elle sacrifie ses droits à la couronne, et une passion légitime.

Enfin, ses malheurs sont réparés et sa vertu récompensée. »

Pierre-Charles Roy